# Oklevéltan

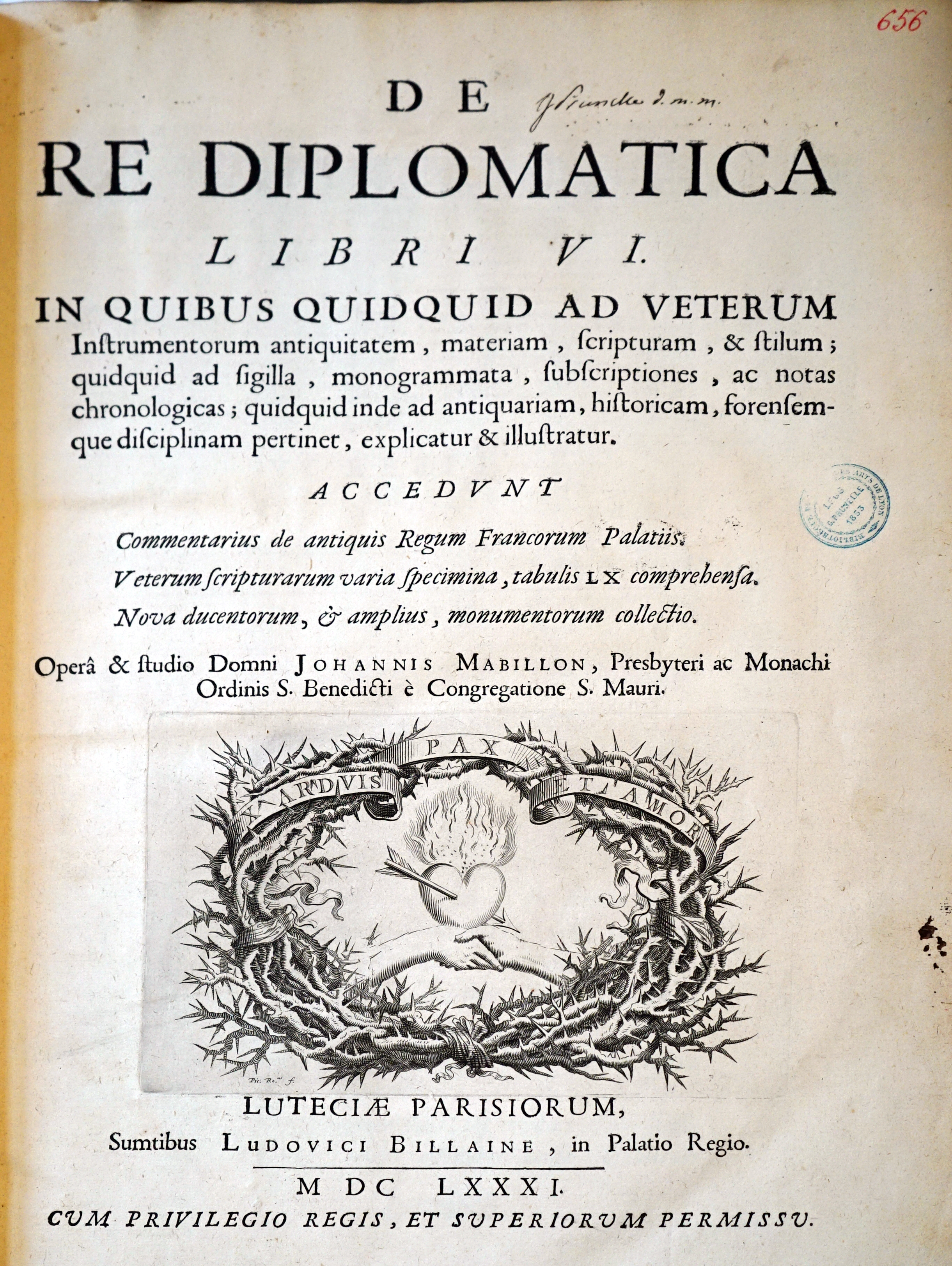
Jean Mabillon 1683-as De re diplomaticája

A latin diplomatika szó jelentése középkori oklevéltan, irattan. Középpontjában az archivisztikai, levéltári forráscsoport áll. (Nem azonos a diplomáciával) A diplomatika egy komplex történeti segédtudomány, amely a források értelmezését segíti. Maga a „diplomatica” szó a görög „kettős” (diploos) jelentésű szóból származik. Az antikvitásban a diploma szó olyan hivatalos iratot jelentett, amely két összefűzött táblára íródott. Megalapítója Jean Mabillon a De re diplomatica libri VI. (Lutetiae parisiorum 1681) megjelent munkájával, melyben a benediktinusok St. Denisi levéltárának oklevelei mellett kel védelemre az azokat az Acta Sanctorum és illetve Papebroch Propylaeum antiquarium részéről ért támadások ellen. A diploma szót a középkorban azonban ritkán használták. Helyette inkább a levél (litterae) szó volt a használatos. „Az oklevél szűkebb értelemben olyan meghatározott formák között kiállított irat, amely valamilyen jogi természetű dolgot tartalmaz. Mind a középkori elnevezés (litterae), mind a magyar neve (oklevél) a szűkebb értelemben vett oklevélnél többet jelent." Általában véve minden középkori iratot oklevélnek nevezünk, ahogy a középkorban is minden iratnak litterae volt a neve. A szűkebb értelemben vett oklevélen kívül ugyanis még számtalan másfajta irat létezett a középkorban (missiles, conscriptiones, acta, urbaria stb.). A levelek, összeírások, ügyviteli feljegyzések nélkül azonban lehetetlenné válna az oklevéltan-kutatás, ugyanis az oklevéltan nemcsak az oklevelek formai vizsgálatát végzi, hanem arra is törekszik, hogy az oklevelek létrejöttének körülményeit, az oklevéladás folyamatát is tisztázza.

## Rövid története
Fejlődésének két nagy korszaka van, az élő diplomatika kora, amíg nem önálló tudomány, majd az újkorban önálló tudománnyá válása. A szimbolikus kezdőpontot Jean Mabillon 1683-ban, Párizsban kiadott műve, a De re diplomatica sex libri jelenti.
Évszázadok kellettek, amíg az oklevelek kritikai vizsgálatából a középkori hivatali írásbeliség általános vizsgálata lett. A XVI. században meginduló oklevélkiadások hozzáférhetővé tették azokat az okleveleket, amelyek kritikai vizsgálatából megszületett az oklevéltan. A XVII. században az oklevéltani kutatásoknak két nagy központja alakult ki. Az egyik Párizsban volt, a Saint-Germain-des-Prés maurinus bencés monostorban, amelynek legismertebb tagja Luc d’Achery (1609-1685) volt. A másik központ a jezsuitáké, akik Jean Bolland (1596-1665) nyomdokán haladva a szentekre vonatkozó forrásokat kritikai szövegkiadásban publikálták (Acta sanctorum). A két központ között a harc amiatt tört ki, hogy  bollandista Daniel van Papenbroek vagy Paperbroch (1628-1714) 1675-ben értekezést tett közzé, amelyben néhány Meroving-kori oklevél hitelességét kétségbe vonta. Erre válaszul Jean Mabillon (1632-1707) maurinus bencés az 1681-ben megjelentetett művében (De re diplomatica) kidolgozta az oklevelek külső és belső kritikáját, s vázolta az oklevéladás menetét. Mabillon működésére a koronát rendtársai, René Prosper Tassin és Charles Francois Toustain tették fel hat kötetes munkájukkal (Nouveau traité de diplomatique), amely 1750 és 1756 között jelent meg Párizsban. Ezzel kezdődött meg a modern oklevéltani kutatás. Az oklevéltanhoz ezután a legtöbbet egy hatalmas német forráskiadás (Monumenta Germaniae Historica) járult hozzá, amelynek első kötete 1826-ban jelent meg, és máig folyamatosan látnak napvilágot kötetei. Johann Friedrich Boehmer (1795-1863) vette számba a császári okleveleket (Regesta imperii), és ez a munka lehetőséget adott az oklevelek időrendben történő vizsgálatára. Julius Ficker (1826-1907) kutatásai már az oklevélleadás genezisére irányultak. Theodor von Sickel (1826-1908) pedig az írás és stílusjegyek vizsgálatával gazdagította az oklevéltani kutatások fegyvertárát. Az ő munkálataik alapján tudta Harry Bresslau (1848-1926) elkészíteni a német és itáliai oklevéltan kézikönyvét (Handbuch der Urkundenlehre), valamint Arthur Giry (1848-1899) és Alain de Boüard a maga kézikönyvét az oklevéltanról (Manuel de diplomatique, 1929, 1948). „Újabban a diplomatikában fordulat állott be, amennyiben az általános diplomatika helyett a speciális diplomatikát kezdték művelni."
Nálunk a jezsuita történetírók, Pray György és Katona István oklevél kiadási- és kritikai munkássága által vágott úton haladt az oklevéltani kutatás Fejérpataky Lászlóig, aki a német forráskutatás (Monumenta Germaniae Historica) iskoláján nevelkedve újította meg ezen a téren a magyar kutatásokat, és terjesztette ki a diplomatica-kritikai vizsgálatokat azok létrejöttének vizsgálatára, a kancelláriák működésére. Őt követte Szentpétery Imre, aki részben az Árpád-házi királyok oklevelei kritikai jegyzékének készítésével, részben azonban a máig sem túlhaladott, ám részleteiben már imitt-amott finomított Magyar oklevéltan című munkájával letette azt az alapkövet, amelyre biztosan alapozhat a további oklevéltani kutatás, ahogy ez Szilágyi Lóránd hivataltörténeti kutatásainak gazdag eredményei révén bebizonyosodott. Új területet nyitott Hajnal István azáltal, hogy az oklevéltani és írástörténeti eredményeket társadalomtörténeti környezetbe ágyazta be, bebizonyítva, hogy az írás és a műveltség hatásának kutatása elengedhetetlen részét képezi a társadalomtörténetnek. Kumorovitz Lajos Bernát elmélyült pecséttani kutatásai alapján tisztázta a királyi kancellária különböző ügyosztályainak tevékenységét, Bónis György pedig alapvető kutatásokat folytatott az írásbeliség egyházi és világi ügyintézői, a jogtudó értelmiség megismerésére.
Néhány másoló műve nevével:
- Katona István: Historia critica regum Hungariae I.-XLIV. Buda-Kalocsa-Kassa-Kolozsvár-Pest-Pozsony-Vác, 1779-1817.
- Fejér György: Codex diplomaticus Hungariae ecclesiasticus ac civilis I.-XLIII. Buda, 1829-1844.
- Kovachich Márton György (1744-1821) és Kovachich József Miklós (1798-1878): régi magyar jogszabályok felkutatása és kritikai feldolgozása, elméleti jellegű munkák (latin nyelven)
- Knauz Nándor, Szentpétery Imre, Horvát István

Néhány mű, amely diplomatikával kapcsolatos ügyet tárgyal:
- Lorenzo Valla: Konsztantinoszi adománylevél

## Oklevéltani fogalmak
Az oklevél fennmaradási formáját tekintve lehet eredeti, (originale, autographum, par) vagy másolat (copia), illetve fogalmazvány (minuta, conceptus). Két vagy több eredetiről (par, másodlat) beszélünk akkor, ha két vagy több eredeti készült azonos szöveggel. Ez készülhetett oly módon is, hogy az azonos szövegeket egymás alá másolták, és a szövegek között üresen hagyott helyre az ábécé betűit írták, majd e betűk közepén elvágták a hártyát, (chirographum vagy litterae per alphabetum intercisae). A másodlat lehet egyszerű (copia simplex) és hitelesített (copia vidimata). Ez utóbbit a másolást végző személy hitelesíti (vidimus) vagy záradékkal hitelesítteti. Másodlatnak számít az oklevél átírása (transsumptum, insertum) is. Ez akkor jön létre, ha egy korábbi oklevelet egy közhitelű személy vagy intézmény a saját oklevelébe átmásolva pecsétjével hitelesíti. Ez a formája a korábban kiadott uralkodói oklevelek megerősítésének is. A másolat lehet kötetbe másolva; ilyen másolati könyvek (chartularium, liber traditionum) azok, amelyekbe egyes intézmények a saját birtokaikra, kiváltságaikra vonatkozó fontosabb okleveleiket bemásoltatták. Ugyancsak könyvbe másolták az uralkodói kancelláriákból kikerülő okleveleket. Ezeket a magyar királyi udvarban királyi könyveknek (libri regii), a pápai udvarban iktatókönyveknek (registra) nevezték. A fogalmazványokat legtöbbször ugyancsak könyvbe vezették (protocolla). Az oklevelek hitelességüket illetően lehetnek valódiak (hitelesek), és hamisak. A valódi oklevél a minden vonatkozásban hiteles oklevél. A hamis okleveleknek számtalan formája lehetséges. Alapvetően azonban háromféleképpen lehetett oklevelet hamisítani.
- 1. Egy meglévő hiteles oklevél szövegét újra leírták oly módon, hogy annak szövegébe a valódi oklevélben nem szereplő részeket toldottak be, illetve abból elhagytak (interpolatio). Ennek szélsőséges formája, a palimpszeszt úgy készült, hogy egy már beírt, hitelesen megpecsételt hártyáról a szöveget levakarták, és helyette teljesen új szöveget írtak, amely így a hiteles pecsét révén a hitelesség látszatát keltette.
- 2. A valódiak formájára hamisított oklevelek úgy készültek, hogy korabeli valódi oklevelek mintául vételével olyan oklevelet szerkesztettek, amelynek soha nem volt valódi előzménye.
- 3. Végül vannak olyan, formailag valódi oklevelek, amelyek ugyan kiállítási körülményeiket tekintve valódiak, de tartalmukat illetően hamisak. Ilyenek az egyes intézmények megtévesztett vagy megtévedt alkalmazottai által készített oklevelek, a kancelláriai hamisítványok.

Az oklevél-hamisításnál szinte általános szabály volt, hogy a hamisított oklevelet a hamisítók igyekeztek lehetőleg minél hamarabb hiteles átiratba foglaltatni, hogy ez által elkerüljék az eredeti vizsgálatát, melynek kétségtelenül leleplezés lett volna az eredménye.

## Az oklevelek alapanyaga
"A legrégebbi hordozóanyagok egyike a papirusz, amelyet a Nílus deltájában levő mocsarak három méterre is megnövő cserjéjéből készítettek oly módon, hogy a növény szárát vékony szeletekre vágták, ezeket megvizezett táblára rakták egymás mellé, és erre keresztbe is fektettek szeleteket, majd az egészet összepréselték." A papiruszt az ókortól egészen a X. század elejéig használták, amikor is az arab hódítások következtében megszűnt az egyiptomi papirusz szállítása Európába.
Európában ekkor a hordozóanyag a pergamen lett. Ez a hártya juh-, kecske-, vagy borjúbőrből készült. "Kétféle minőségű hártyát készítettek: Az ún. déli hártyának csak az egyik (húsoldal) volt gondosan kidolgozva, krétázva másik (szőroldal) azonban sárgás maradt. Az ún. északi hártyát az jellemzi, hogy mindkét oldalán egyforma finomságúra készítették ki. A déli hártya inkább Dél-Európában, ahol korábban papiruszt használtak, terjedt el, az északi hártya pedig Észak-Európában. Előfordult azonban, hogy Itáliában is finoman kikészített hártyát használtak, például a pápai udvarban a brévék írására." A legmodernebb anyag azonban egyértelműen a - elsőként a kínaiak által készített - papír. Onnan arab közvetítéssel jutott el Európába. A XII-XIII. század fordulójától terjedt el, és Magyarországon csak a XIV. század elejétől kezdték el használni. A papír készítésekor használt márkajelek vagy vízjelek (filigránok) révén viszonylag pontos keltezést tesznek lehetővé, mivel az azonos papírkészítő műhelyből meghatározott időn belül kikerült papírokon azonos jelek találhatók. „Festékanyagul (atramentum) a középkorban őrölt gubacsot folyadékkal (vízzel, sörrel, borral vagy ecettel) elegyítették, majd vitriolt adtak hozzá, és gumival vagy korommal színezték.

## Az oklevelek belső felépítése
A jól megszerkesztett oklevél elkülönülő részekből áll. Az oklevelet három fő részre osztják: bevezetés (protocollum), tárgyalás (contextus) és befejezés (eschatocollum). Ez a három fő rész további kisebb részekből tevődik össze, úgy, mint:
- Bevezetés
  - Fohászkodással, segítségül hívással (invocatio) kezdődik. Ez lehet jelképes, vagy szöveges. Pl.: In nomine Domini! (Az Úr nevében!)
  - Címfelsorolás (intitulato) annak meghatározására, hogy kinek a nevében kelt az oklevél, és az illetőnek milyen címei vannak. Pl.: Dei gratia… (Isten kegyelméből…)
  - A címzés (inscriptio vagy adresse) annak a megjelölése, hogy kinek szól az oklevél. Pl.: Universis Christi fidelibus tam praesentibus quam futuris… (Minden Krisztus-hívőnek, mind a mostaniaknak, mind a jövendőknek…) Ha egyetlen meghatározott személynek szóló parancsról van szó, a konkrét nevet és címet is megadják.
  - Üdvözlés (salutatio) Pl.: salutem in Domino (üdvöt az Úrban…) vagy pápai oklevelekben gyakori salutem et apostolicam benedictionem (üdvözletünket és apostoli áldásunkat…). Esetleg a „mindörökké” (in prepetuum) forma is gyakori.
- A tárgyalás az alábbi részekre oszlik:
  - Bekezdés (arenga), amely többnyire az oklevél tartalmával összefüggésben levő közhelyekből álló évi kijelentés. Pl.: Si ecclesiarum Dei curam gerimus easque diligenter studuerimus dilatare, nostri imperii statum augmentari minime dubitamus (Ha gondot viselünk Isten házaira, és bővíteni törekszünk azokat, a legkevésbé sem kételkedünk, hogy birodalmunk növekszik…)
  - Közzététel (promulgatio vagy notificatio), amely lehet hosszabb szövegezésű. Pl.: Ad universorum notitiam volumus prevenire… (Kívánjuk, hogy mindenki tudomására jusson…)
  - Elbeszélés (narratio): ez tartalmazza azokat a tényeket, amelyek arra indították az oklevél kiadóját, hogy az oklevélben leírt cselekményt végrehajtsa.
  - Rendelkezés (dispositio): ez foglalja magában az oklevél lényegét, vagyis azt a cselekményt írja le, amiért az oklevél létrejött, amit az oklevél tanúsít (adományozás, vétel, eladás, stb.). Amennyiben ingatlant érint az oklevél rendelkezése, többnyire megadják benne a birtok általános tartozékainak felsorolását (formula pertinentiarum).
  - Záradékok (clausulae): az oklevélben szereplő rendelkezések megtartására szólítanak fel. Ezeknek a mondanivalójukat illetően több fajtájuk is van, például a szavatossági járulék (clausula evictionis), büntetés (sanctio) vagy megerősítés (corroboratio).
- Befejezés
  - Aláírások (subscriptiones). Az oklevél aláírója lehet az oklevél kiadója és az oklevélben leírt cselekmény tanúi, illetve az oklevél kiállításában részt vevő kancelláriai személyzet. A korai időkben az oklevélkiadók nem aláírásukkal erősítették meg az oklevelet, hanem monogramjukkal, amelybe esetleg egy vonalat maguk húztak (monogramma firmatum). Az ünnepélyes pápai oklevelek jellemzője a kör alakú jegy, a rota. A korai időkben az oklevélben foglaltakat a tanúk is aláírásukkal erősítették meg: Pl.: + Ego Leonardus Albanensis episcopus (+ Én, Leonardus albanói püspök.)
  - Keltezés (datatio) kétféle időpont is lehet ebben a részben. Az egyik azt mondja meg, mikor történtek az oklevélben foglaltak (actum), a másik pedig az oklevéladás időpontja (datum). Minden esetben tudni kell azonban, hogy az oklevél kelte a jog érvényesítésének kezdete, tehát az oklevél keltezése többnyire nem a létrejöttének időpontját jelzi. Pl.: Datum per manus Petri Albensis prepositi et aule regie cancellarii anno ab incarnatione Domini millesimo ducentesimo secundo… (Kelt Péter fehérvári prépost és udvari kancellárunk kezei által az úr megtestesülésének ezerkettőszáz-kettedik esztendejében…)
  - A keltezéshez kapcsolódik az úgynevezett méltóságsor (series dignitatum), amely eredetileg tanúsor volt, de a XII. századtól kezdve az oklevél-hamisítások elkerülése érdekében maradt meg a használata. A felsorolt méltóságok hivatali idejét ugyanis meglehetősen nehéz volt utólag a hamisan készült oklevél számára rekonstruálni.
  - A záró fohász (apprecatio) fejezi be a kori időkben az oklevelet. Ez többnyire egy-egy szóból állt: Amen! (Úgy legyen!), vagy Feliciter! (Legyen sikeres!).

Akár tudunk középkori oklevelet olvasni akár nem, a jelek és jelképek alapján szinte azonnal el tudjuk dönteni, hogy pápai, császári, vagy királyi oklevelet tartunk a kezünkben. Mindez azoknak a rajzoknak köszönhető, amelyek egyes oklevelekhez tartoznak, olyannyira, hogy hiányuk az oklevél hitelességébe vetett hitünket ingatja meg. A következő rajzokról van szó:
- 1.	A jelképes fohásszal induló oklevelek élén gyakran találunk Jézus Krisztus nevét jelképező rajzot. Ez hol a Krisztus név első betűje, (C = chrismon), hol a görög monogramja (XP = christogramma), továbbá megtaláljuk a Jézus nevéből képzett, ugyancsak görög monogramot (XPS, IHS), valamint a keresztet, sőt ugyancsak rá emlékeztet a görög ábécé kezdő és záró betűje (alpha és ómega).
- 2.	Az oklevelek alján látjuk az uralkodó nevéből képzett, egyetlen betűvé olvasztott rajzot, a monogrammát. Ennek különleges fajtája az ünnepélyes pápai oklevelek alján található monogramma, amely nem a pápa neve, hanem a „bene valete” jókívánság betűiből áll.
- 3.	Rövid életűnek számít a III. Henrik császártól (1039-1056) az V. Henrikig (1106-1125) használt, stilizált MPR betűkből alkotott rajzolat, amelyek jelentése: saját kezűleg (manu propria).
- 4.	Az oklevélkiadásért felelős udvari tisztviselő az ellenőrzés megtörténtét jelöli a stilizált ss betűkkel, amelyek jelentése: aláírtam (subscripsi).
- 5.	A pápai oklevelek sajátja a rota: két koncentrikus kör között a pápa jelmondata, a kereszttel négyfelé osztott belső kör közepén az apostolfejedelmek: Szent Péter és Pál, valamint a pápának a neve.
- 6.	Az oklevelek aláíróinak neve előtt gyakorta keresztet találunk, nevük végén pedig stilizált ss betűket az aláírás jelölésére.
- 7.	A magánjogi írásbeliség jellegzetes oklevele a közjegyzőké. Ők pecsétet nem, de közjegyzői jegyet (signetum) használnak az általuk kiadott oklevelek hitelesítésére.
- 8.	Az oklevelek díszítésének ugyancsak feltűnő eszköze a kezdőbetű (littera initialis), az iniciálé. Ez olykor valóban csak az első betű kicifrázását jelenti. Gyakorta (különösen az ünnepélyes pápai oklevelekben) az első szó teljes egészében díszes, sőt olykor hosszabb szöveg is. Ez a gyakorlat a XIII. század második felében csúcsosodik ki.

## Néhány fontosabb oklevelünk
- Pannonhalmi oklevél (1001)
- Tihanyi bencés apátság alapítólevele (1055)
- Imre király aranypecsétes oklevele (1202)
- Az Aranybulla (1222)